# Sechsting
Sechsting, auch Sechsling,  war ein bayrisches Volumenmaß und galt als Getreidemaß in Passau.
- 1 Sechsting = 16.065 Pariser Kubikzoll = 319 Liter, entsprach 423 Pfund (bayr.)[2]
- 1 Schaff = 6 Sechsting